# Wallfahrtskirche Maria Trost (Berg bei Rohrbach)

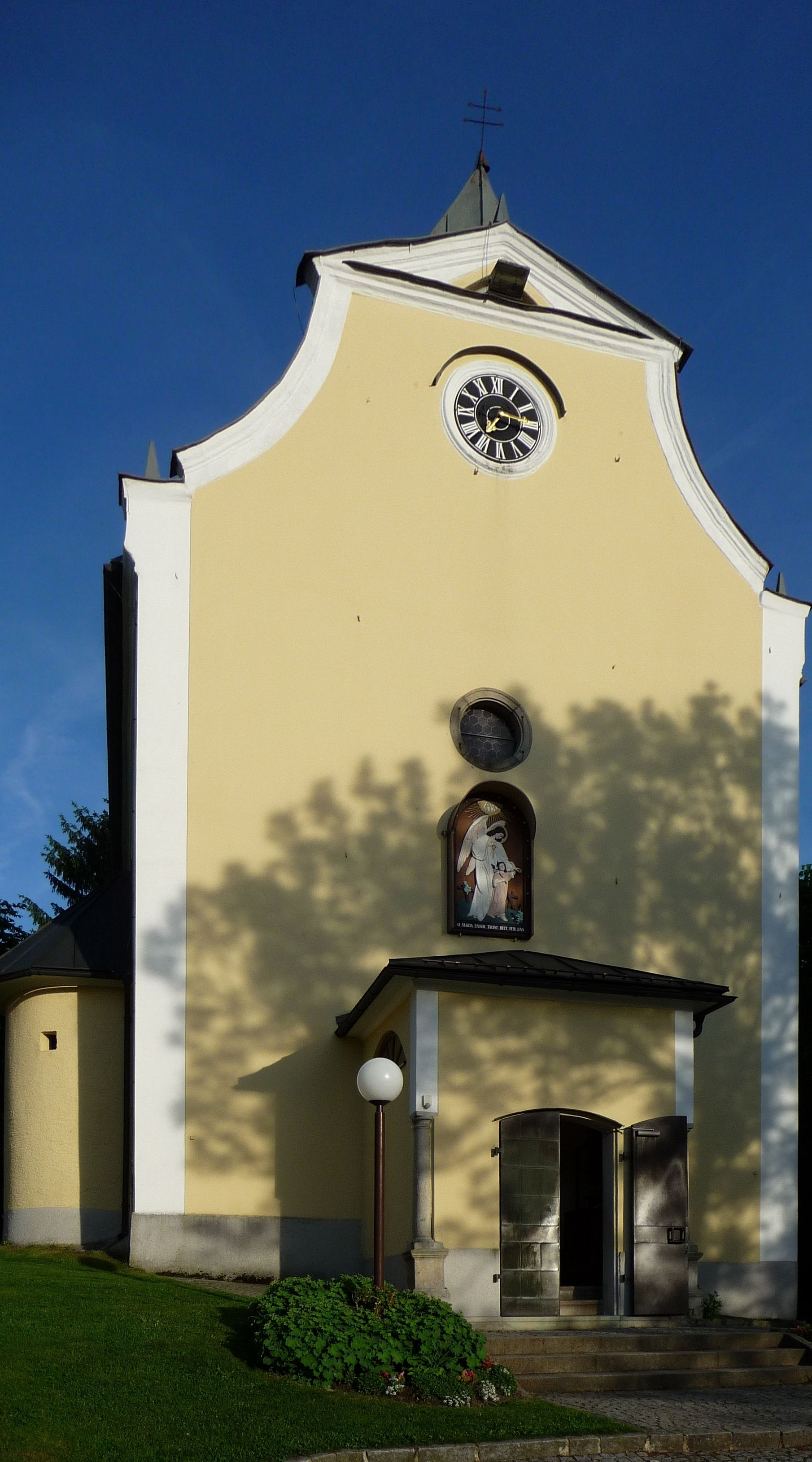
Haupteingang zur Kirche

Die barocke, römisch-katholische Wallfahrtskirche Maria Trost ist ein denkmalgeschütztes Bauwerk in Rohrbach-Berg im Mühlviertel. Die Kirche gehört zur Pfarre Rohrbach und steht auf der Spitze des der Gottesmutter geweihten Berges östlich des Ortszentrums in der Mitte eines Waldes. Die Kirche wurde zwischen 1645 und 1655 an der Stelle der ehemaligen Burg Berg erbaut und ist ein bedeutender Wallfahrtsort im Oberen Mühlviertel.

## Gründungslegende und Baugeschichte
Zur Zeit der Kelten war die Bergspitze ein keltisches Kultzentrum. Später wurde der Berg der Gottesmutter geweiht und Maria Trost genannt. Die im Mittelalter auf der Bergspitze errichtete Burg wurde 1626 während des Bauernkrieges von Bauern geplündert und zerstört. Zum Dank, dass Berg 1645 von den Schweden verschont blieb, erfüllte Graf Theodorich von Rödern sein Gelübde und ließ in den Folgejahren vermutlich an der Stelle der Burgkapelle der verfallenen Burg Berg eine Kirche errichten. Aus einem Stich von Georg Matthäus Vischer aus dem Jahr 1667 geht hervor, dass der Berg baumlos war und die Kirche zwei Türme hatte. Die Kirche war von einer Ummauerung und Wehrtürmen umgeben, die teilweise heute noch vorhanden sind.

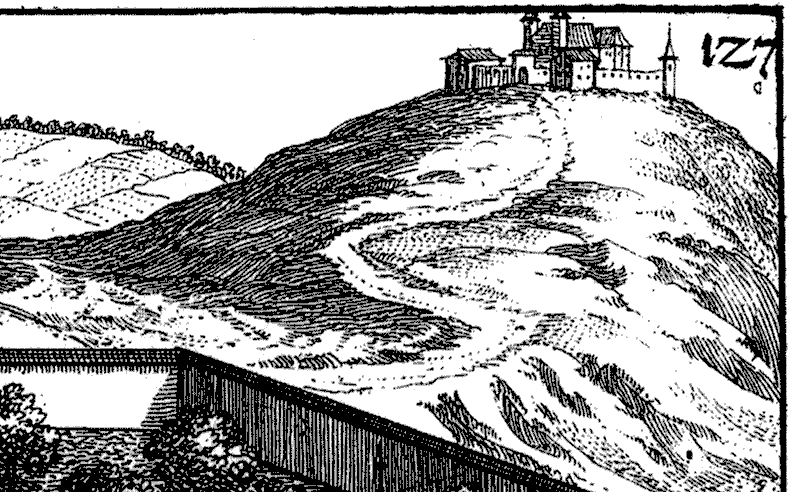
Kirche und Hügel auf einem Stich Georg Matthäus Vischers. (Topographia Austriae superioris modernae, Ausschnitt aus Tafel 127)

Das heutige Aussehen mit einem kleinen Türmchen über dem Presbyterium bekam die Wallfahrtskirche 1765. Bei dieser großen Renovierung wurde auch ein Großteil der heutigen barocken Inneneinrichtung geschaffen. 1892 wurde der Vorraum zum Haupteingang umgebaut. Seit 1913 ist die Kirche im Besitz des Stifts Schlägl. Die neue Sakristei wurde 1933/34 fertiggestellt und 1954 der Dachreiter. Die vorerst letzte Renovierung wurde 1997 vorgenommen.

## Kircheninneres

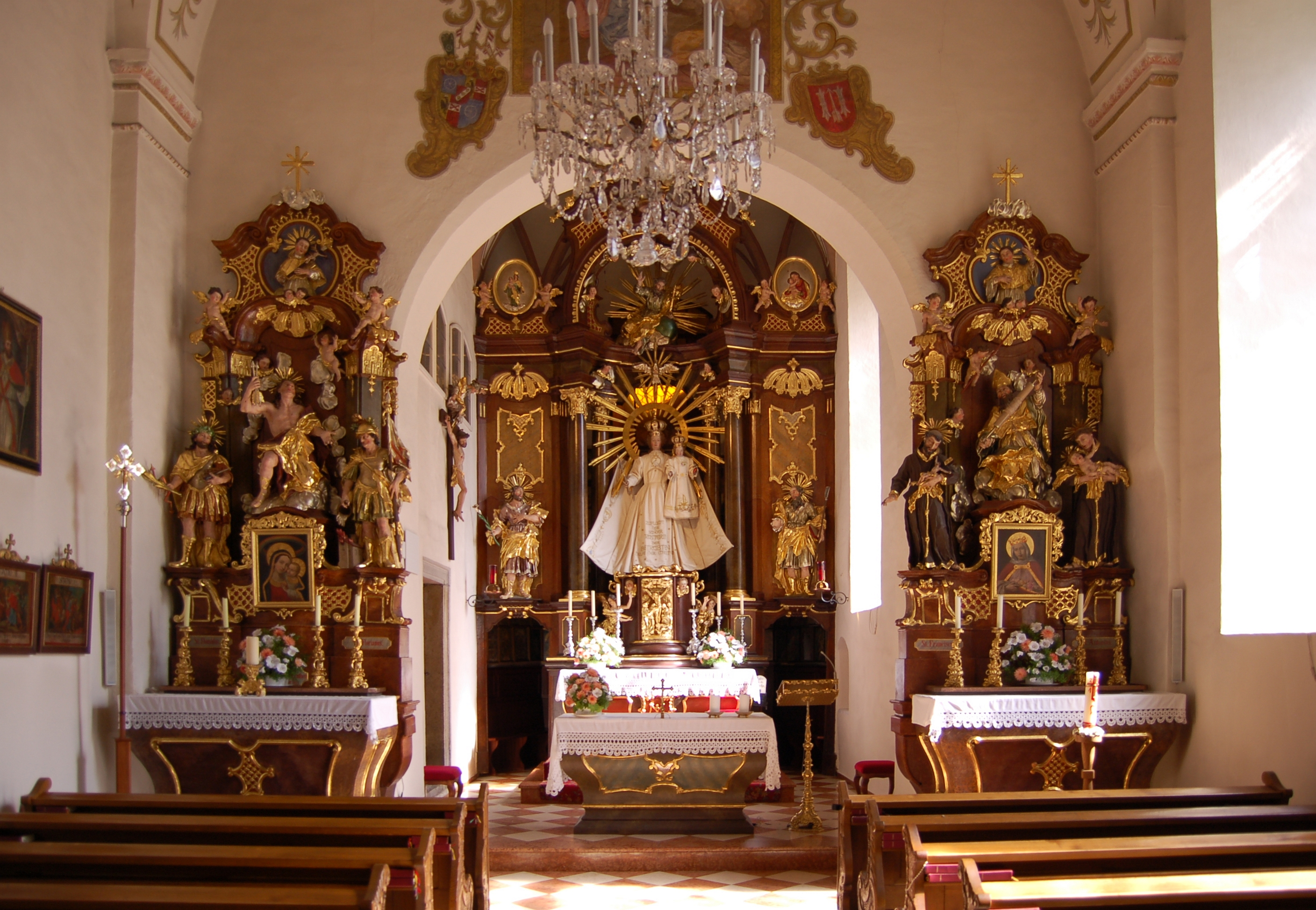
Hauptaltar und Seitenaltäre

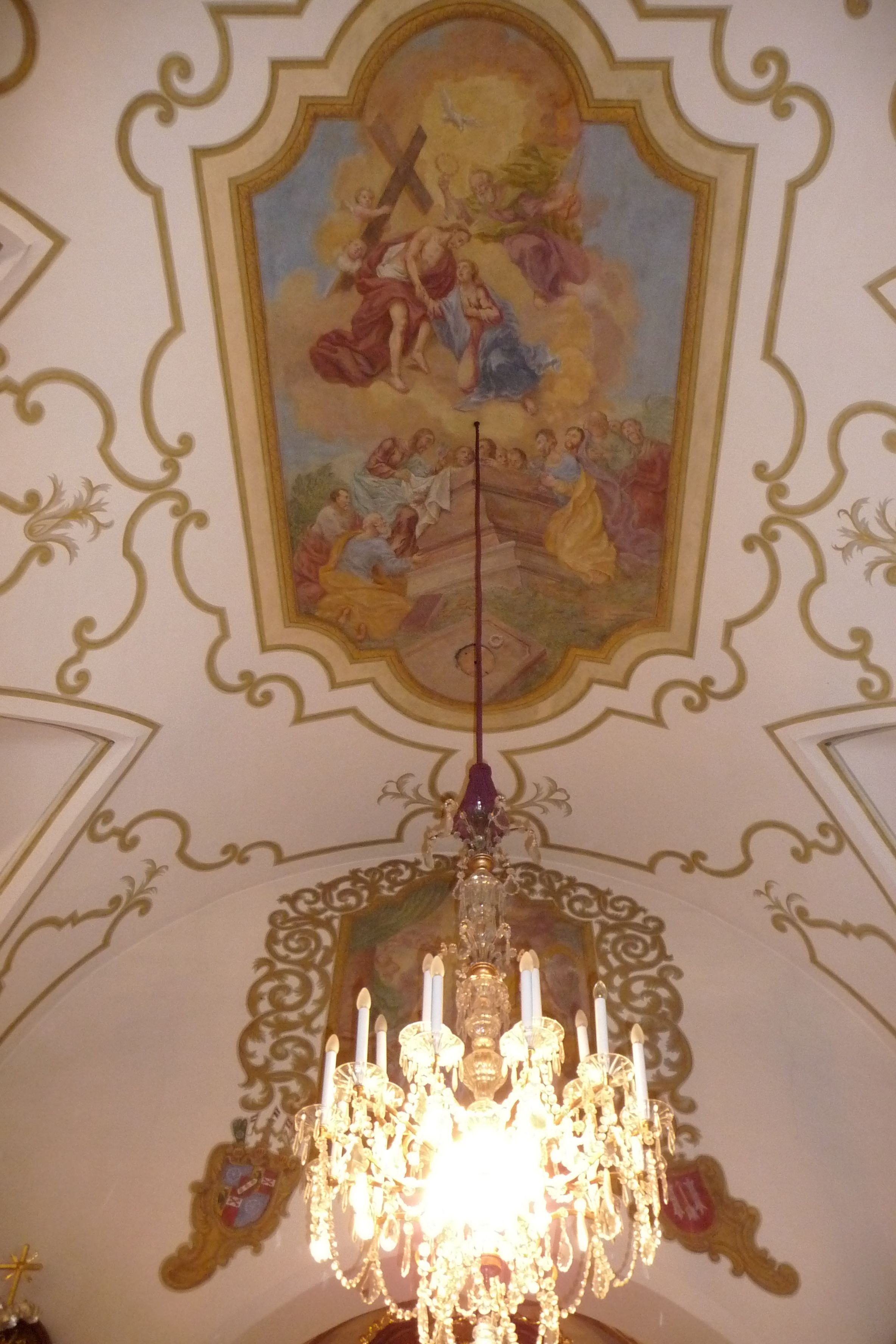
Deckenfresko

Der Kirchenraum besteht aus einem hohen einschiffigen, dreijochigen Langhaus mit barockem Tonnengewölbe. An der Decke befindet sich ein 1744 gemaltes barockes Deckenfresko, das Marias Himmelfahrt darstellt. Der Fronbogen trennt das Langhaus vom Presbyterium. Wandfresken zeigen Maria Verkündigung.
Im an drei Seiten mit Fenstern ausgestatteten Presbyterium steht der Hauptaltar. Das Maria-Trost-Gnadenbild ist eine 1,7 Meter hohe frühbarocke Madonna mit Jesuskind. Die festliche Kleidung der Madonna wird entsprechend den kirchlichen Festtagen gewechselt. Der Strahlenkranz um die Madonna hat einen Durchmesser von 1,8 Meter. Rechts und links der Madonna befinden sich je zwei Säulen, darüber schwebt die Figurengruppe Gott Vater und Heiliger Geist in Form einer Taube. Die Heiligen Joseph und Joachim flankieren die Madonnenstatue. Das Gnadenbild wurde 1659 von J. Worath geschaffen.
Die Seitenaltäre stammen aus der Zeit um 1765. Der linke Seitenaltar zeigt die heiligen Märtyrer Sebastian, Donatus und Florian. Der rechte Seitenaltar stellt die Heiligen Erasmus, Antonius sowie Franziskus dar und stammt aus dem 19. Jahrhundert, als die Kirche eine Drittordens-Versammlungskirche war. Die fensterlose Nordwand trägt Bilder eines Kreuzwegs, die etwa um 1800 gemalt wurden. Oberhalb des Kreuzwegs hängt das Maria-Trost-Bild, das 1688 vom Kirchengründer aus Stuhlweißenburg in Ungarn mitgebracht worden war. Das Bild stellt Maria mit dem Kind dar. Weiters befinden sich zwei lebensgroße Figuren in der Kirche, wobei die eine die weinende Gottesmutter und die andere den gegeißelten Heiland darstellt.
Auf der oberhalb des Eingangs befindlichen doppelten Empore steht die 1895 erbaute Breinbauer-Orgel. Eine Vorgänger-Orgel wurde bereits 1734 erwähnt. In der 1934 fertiggestellten Sakristei befinden sich barocke Messgewänder.

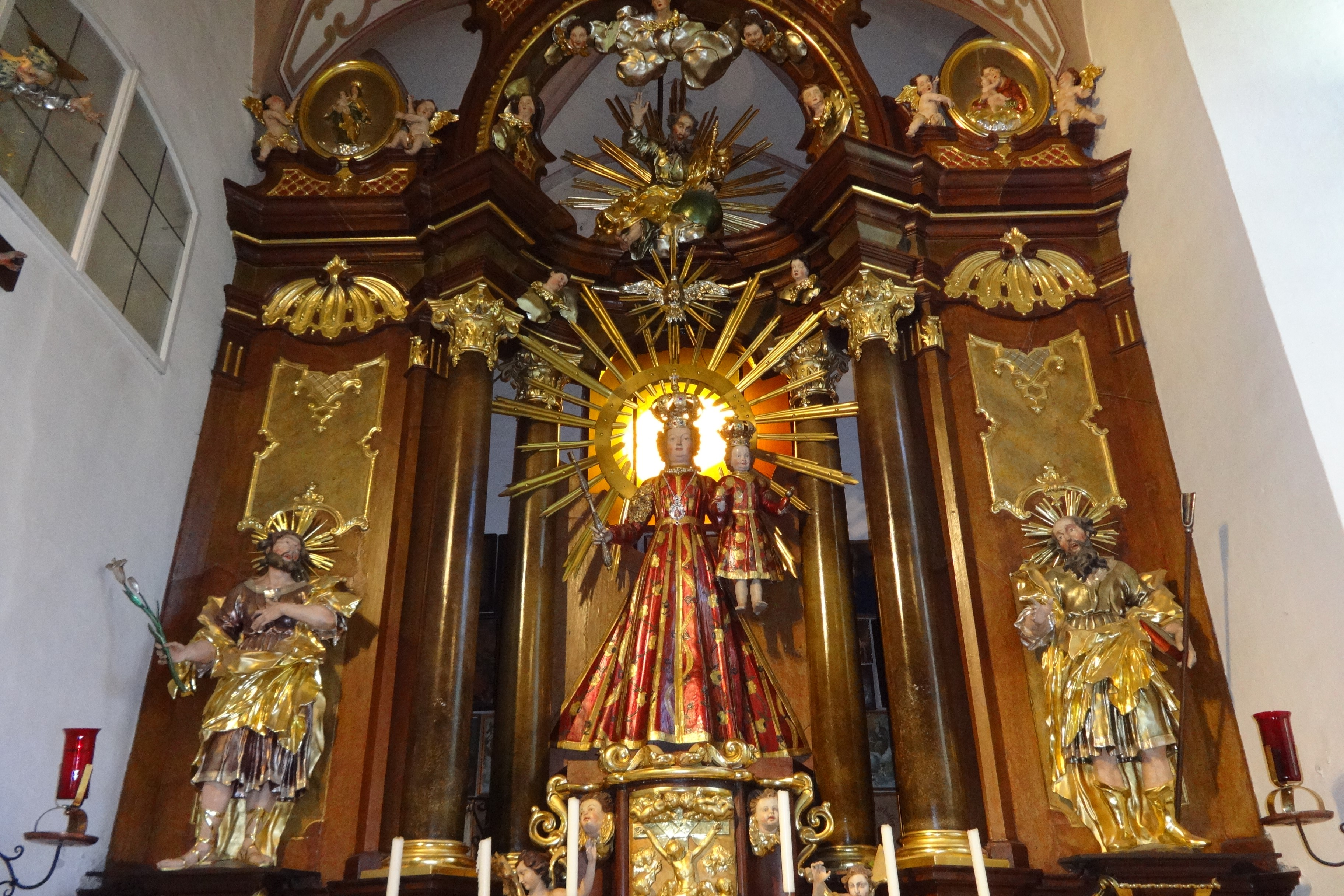
Gnadenstatue ohne Liebfrauenkleid
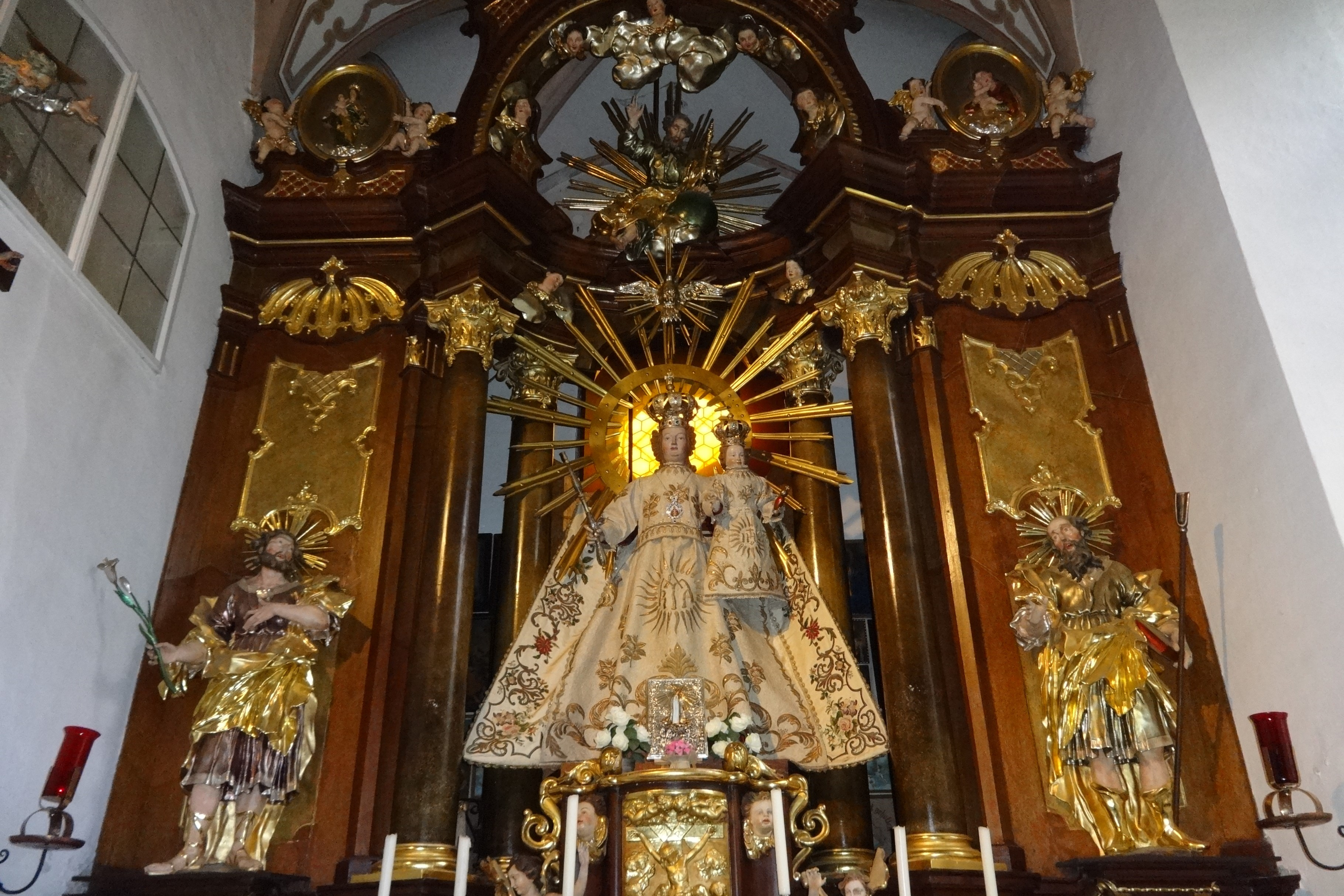
Gnadenstatue in weißem Kleid mit Goldstickerei
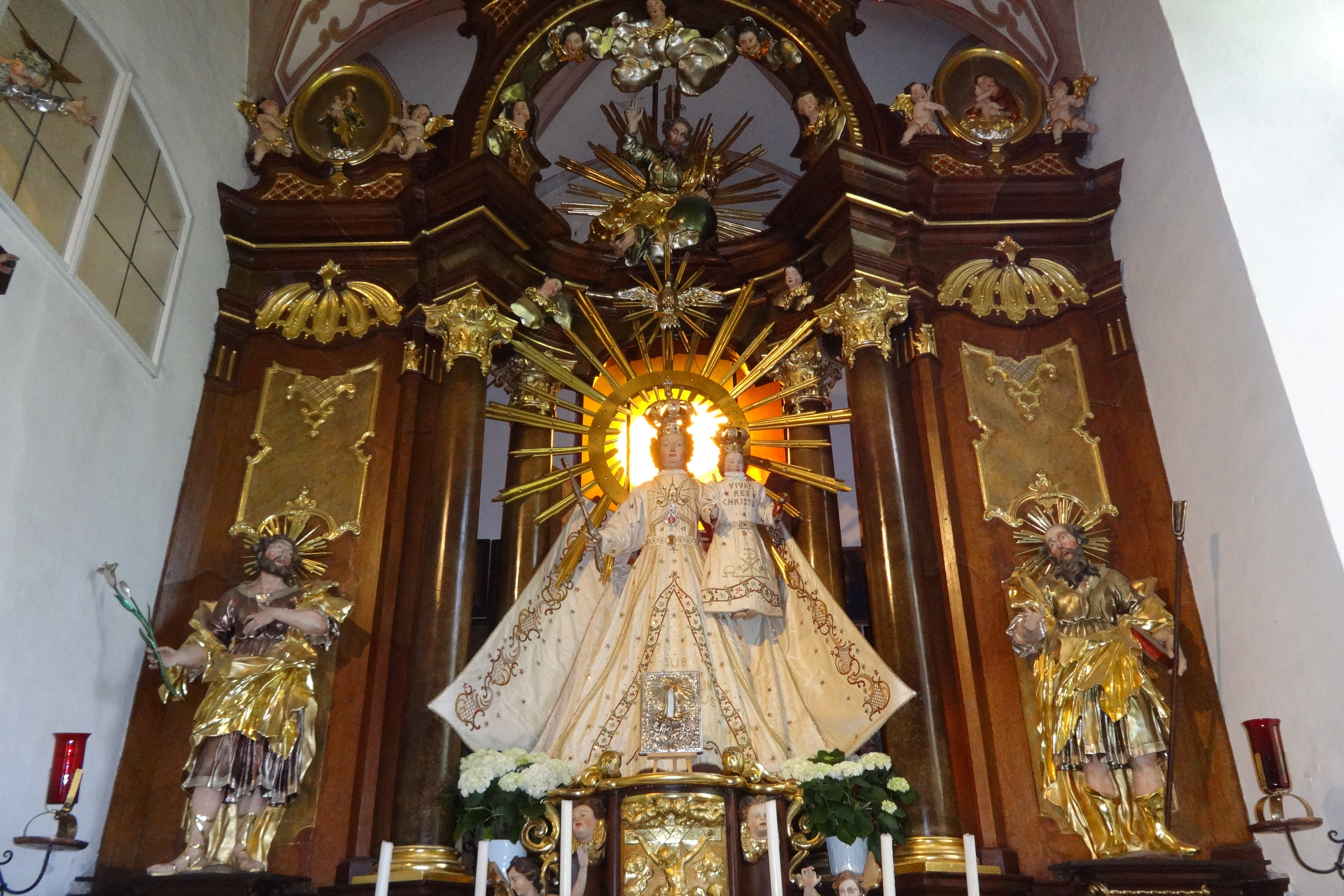
Gnadenstatue in weißem Kleid mit lateinischer Aufschrift
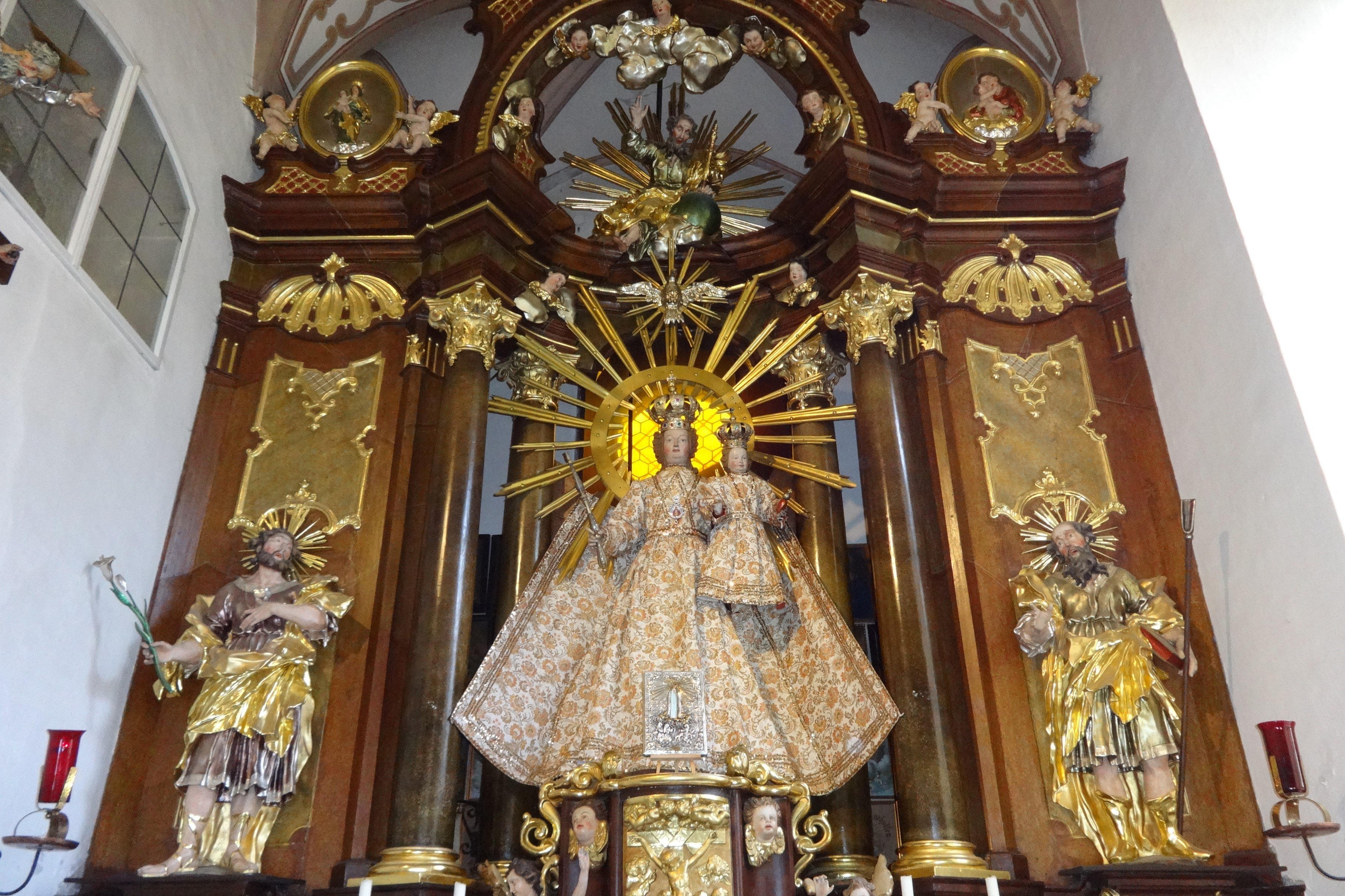
Gnadenstatue in weißem Kleid mit Blumenmuster
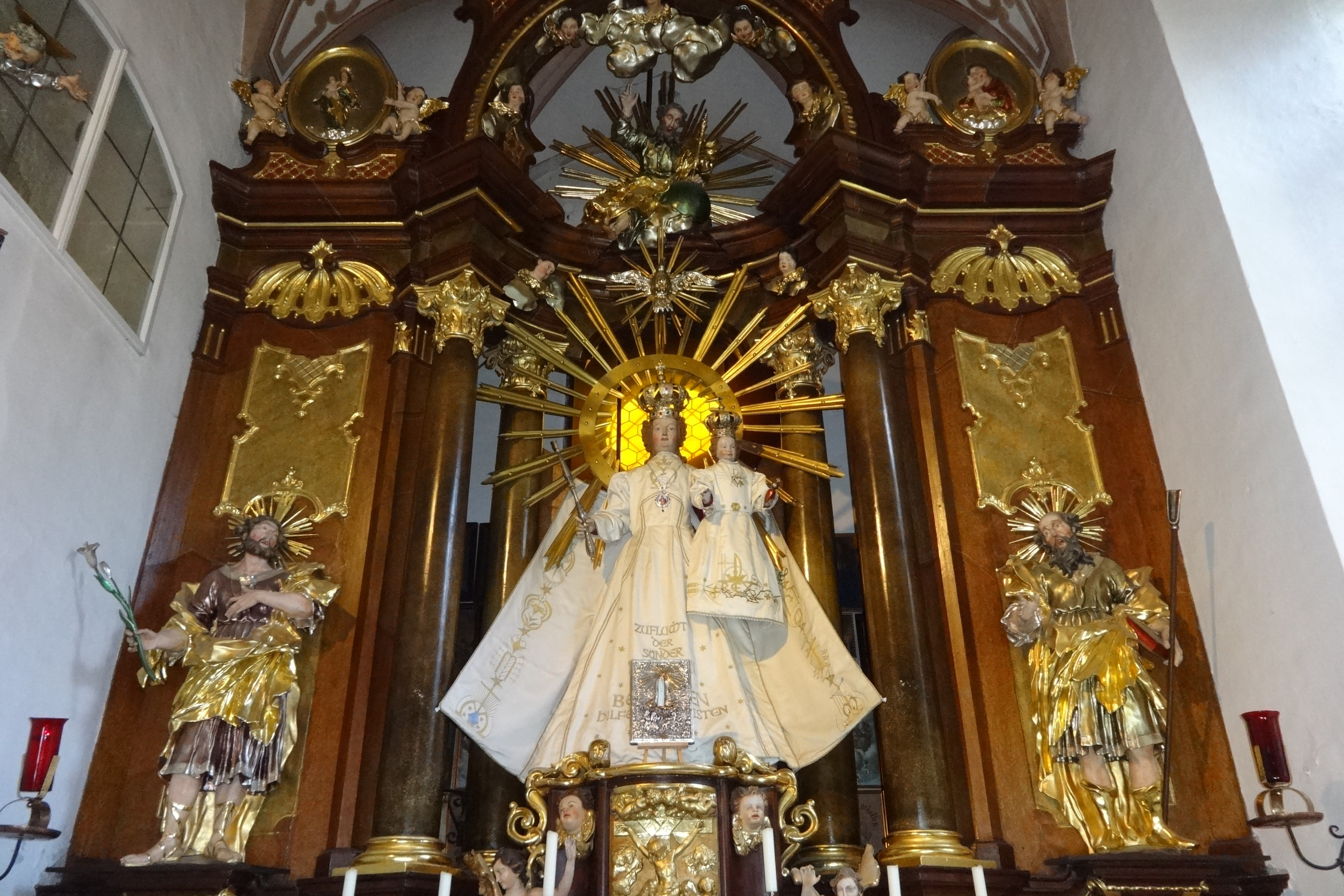
Gnadenstatue in weißem Kleid mit deutscher Aufschrift
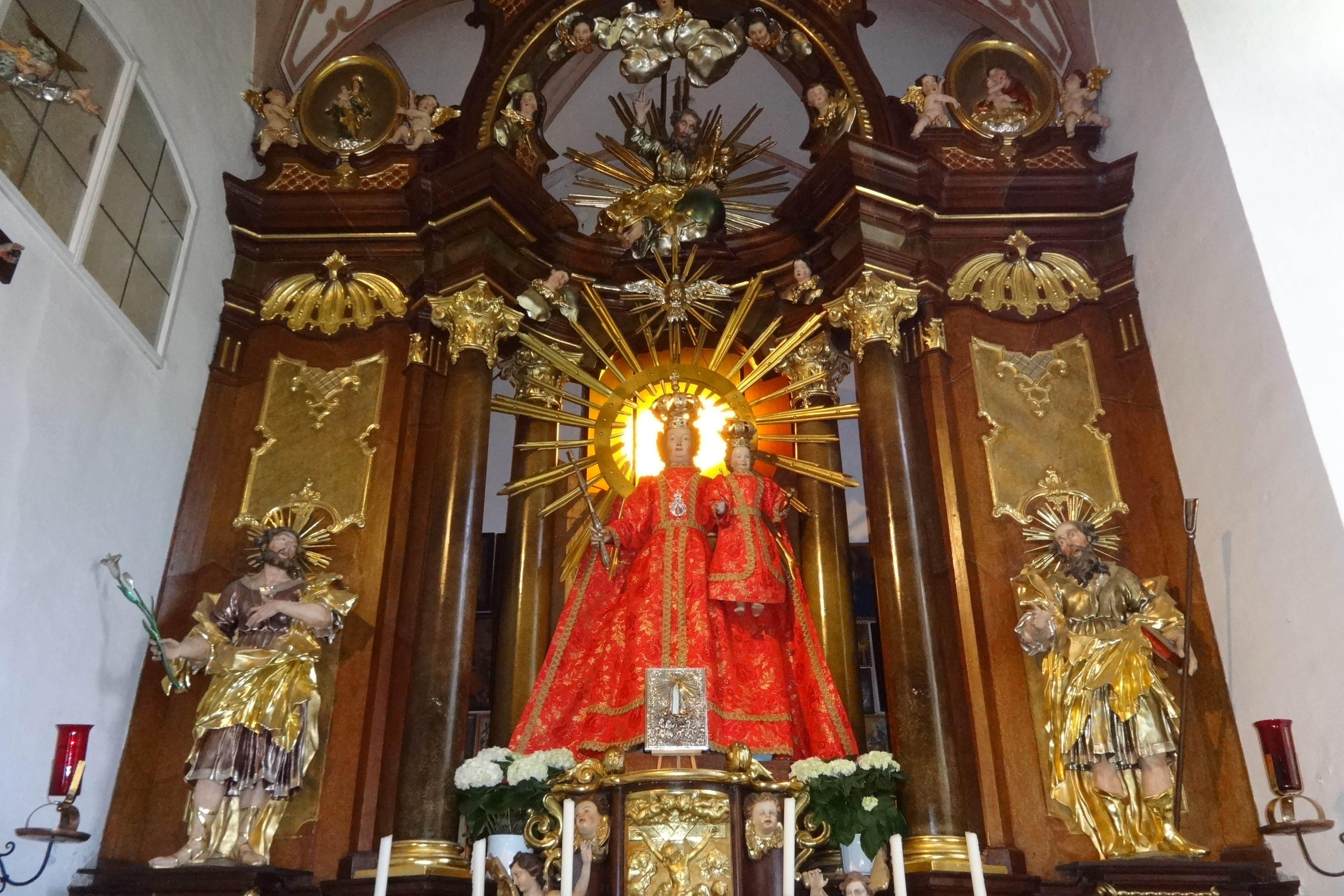
Gnadenstatue in rotem Pfingstkleid

## Glocken
Bis zum Ersten Weltkrieg hingen im Dachreiter von Maria Trost zwei Glocken. Die größere wurde 1752 von Silvius Creuz in Linz gegossen, hatte einen Durchmesser von 570 mm und war 117 kg schwer. Die zweite, 1784 von Michael Zöchbaur ebenfalls in Linz gegossene Glocke maß 460 mm im Durchmesser und hatte ein Gewicht von 65 kg. 1917 musste die größere der beiden Glocken zu Kriegszwecken abgeliefert werden. Als Ersatz bestellte man in der Glockengießerei St. Florian 1929 eine neue Glocke mit 570 mm Durchmesser und 124 kg Gewicht. Im Zweiten Weltkrieg fielen schließlich beide Glocken den Ablieferungen zum Opfer. Sie wurden 1949 bzw. 1955 durch das jetzige dreistimmige Geläute der Glockengießerei St. Florian ersetzt.
| Nr. | Bezeichnung | Gussjahr | Gießerei und Gussort                                         | Durchmesser | Masse  | Nominal | Bild                                           |       |
| --- | ----------- | -------- | ------------------------------------------------------------ | ----------- | ------ | ------- | ---------------------------------------------- | ----- |
| 1   | Michael     | 1955     | Oberösterreichische Glocken- und Metallgießerei, St. Florian | 700 mm      | 222 kg | d2      | Maria Trost (Rohrbach-Berg) – Glocke 1         |       |
| 2   | Maria       | 1949     | Oberösterreichische Glocken- und Metallgießerei, St. Florian | 590 mm      | 126 kg | f2      | Maria Trost (Rohrbach-Berg) – Glocke 2 (Maria) |       |
| 3   | Josef       | 1949     | Oberösterreichische Glocken- und Metallgießerei, St. Florian | 500 mm      | 76 kg  | a2      | Maria Trost (Rohrbach-Berg) – Glocke 3 (Josef) | [ 3 ] |

## Rund um die Kirche
Links neben dem Haupteingang steht das Mesnerhaus, dessen Grundmauern teilweise mit der verfallenen Burg Berg ident sind und das im Erdgeschoß zwei Rundtürme besitzt.
Unterhalb in Richtung Berg steht das um 1709 gebaute Benefiziatenhaus, das von Gräfin Maria Theresia von Rödern mit 6000 Gulden gestiftet worden war. Zwischen 1655 und  1709 wohnten die Benezifiziaten im Schloss am Fuß des Bergs.
Adolf Wagner von der Mühl widmete der Kirche das Gedicht Das Bergkirchlein.

## Wallfahrtswege

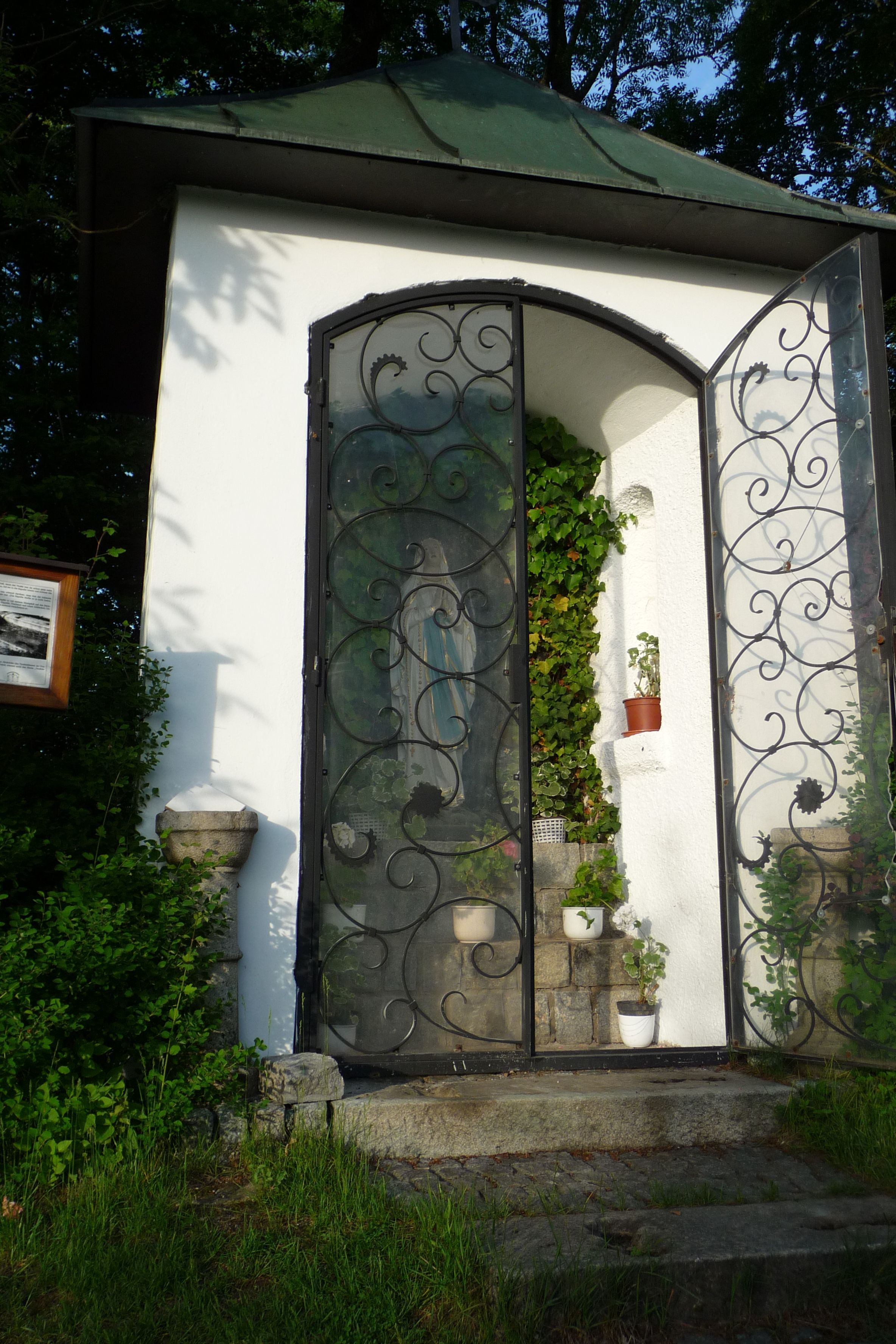
Die Teufelskapelle

Von Haslach an der Mühl führt ein Wallfahrtsweg zur Kirche. Am Weg stehen folgende Kapellen/Denkmäler:
- Buchet-Kapelle
- Das Heilige Grab
- Maria-Schnee-Kapelle
- Maria-Hilf-Kapelle

Am Wallfahrtsweg von Rohrbach stehen folgende Kapellen/Denkmäler:
- Standbild des Hl. Nikolaus
- Statue des Hl. Johannes Nepomuk
- Urlaubskapelle (auch Teufelskapelle)

Regelmäßige Wallfahrten werden aus fast allen Pfarren des Oberen Mühlviertels durchgeführt, zusätzlich auch aus Hellmonsödt und Haibach ob der Donau. Die Kirche liegt an der Jakobsweg-Teilstrecke, die von Český Krumlov über Stift Schlägl nach Passau führt (Jakobsweg Oberes Mühlviertel).